# Medios de comunicación en Panamá
Los medios de comunicación de Panamá, debido a su ubicación estratégica entre América del Norte y del Sur, han sido un centro de difusión de noticias en las Américas. Los periódicos más grandes de Panamá en términos de circulación son La Prensa, Panamá América, Critica y El Siglo, todos los cuales se publican en la Ciudad de Panamá. Los periódicos semanales incluyen Critica Libre y La Crónica. Todos estos se publican en español y también tienen su sede en la Ciudad de Panamá.
Los medios de comunicación de Panamá han estado muy influenciados por los de Estados Unidos, desde la construcción del Canal de Panamá. La transmisión de radio en Panamá comenzó en 1922 y la transmisión de televisión en 1956. Las transmisiones de radio y televisión también llegaron a la Zona del Canal de Panamá porque se encontraba cerca de Panamá. Una famosa red de transmisión militar, la Southern Command Network (SCN), transmitió en Panamá hasta que Estados Unidos se retiró del canal en 1999. La SCN permaneció en el aire durante horas durante la invasión de Panamá por las tropas estadounidenses en 1989. Televisión en color en Panamá es proporcionada por el sistema NTSC.
Los medios de comunicación estuvieron bajo estricto control durante el régimen de los dictadores que gobernaron Panamá de 1968 a 1989, incluido Manuel Noriega. El boletín La Prensa se formó en 1981 para oponerse a su gobierno. Los medios de comunicación de Panamá fueron muy antiestadounidenses tras el derrocamiento de Noriega e influyeron mucho en las elecciones presidenciales de 1994.
La emisora oficial de Panamá es la Televisión Nacional de Panamá, que fue fundada en 1961. NTP inició el primer servicio de televisión en color de Panamá en 1972.
La libertad de prensa está garantizada en Panamá, como es el caso en la mayoría de los demás países del hemisferio occidental.

## Lectura
- Mellander, Gustavo Un.; Nelly Maldonado Mellander (1999). Charles Edward Magoon: Los Años de Panamá. Río Piedras, Puerto Rico: Editorial Plaza Mayor.   . OCLC 42970390.
- Mellander, Gustavo Un. (1971). Los Estados Unidos en Política panameña: Los Años Formativos Intrigantes. Danville, Enfermo.: Interstate Editores. OCLC 138568.

- Datos: Q6805923